# Periboeum acuminatum
Periboeum acuminatum är en skalbaggsart som först beskrevs av Thomson 1860.  Periboeum acuminatum ingår i släktet Periboeum och familjen långhorningar. Inga underarter finns listade i Catalogue of Life.